# Haldórsvík
Haldórsvík (duń. Haldersvig, wym. ˈhaldœɻʂˌvʊik), do 2011 Haldarsvík (wym. ˈhaldaɻʂˌvʊik), w skrócie Vík – wieś położona w północnej części wyspy Streymoy, stanowiącej część archipelagu Wysp Owczych, terytorium zależnego Królestwa Danii na Morzu Norweskim. Administracyjnie miejscowość mieści się w gminie Sundini. Jej nazwa w tłumaczeniu z języka farerskiego oznacza Zatoka Halldóra.

## Położenie
Miejscowość znajduje się w północnej części wyspy Streymoy, na zachodnim brzegu cieśniny Sundini. Przepływa przez nią niewielka rzeka Kluftá tworząca tam kataraktę. Wieś od strony lądu otoczona jest licznymi wzgórzami - Gásafelli (399 m n.p.m.) i Vatnfelli (429 m n.p.m.) na południu, Hægstafjall (470 m n.p.m.) na północnym zachodzie oraz Melin (764 m n.p.m.) na zachodzie. Pomiędzy dwoma pierwszymi leży jezioro Víkarvatn. Nieopodal wsi (w sąsiedztwie niezamieszkanej miejscowości Fossá) znajduje się także największy wodospad na Wyspach Owczych, wysoki na około 140 metrów.

## Informacje ogólne

### Populacja
W 1985 roku miejscowość zamieszkiwana była przez 207 osób. Od tamtego czasu do roku 2000 liczba ta malała z pojedynczymi latami wzrostu - 194 mieszkańców w 1988, 191 w 1992, 171 w 1995, 161 w 1997 i 160 w 2000. Później nastąpił krótkotrwały okres wzrostu i w 2003 roku populacja miejscowości wyniosła 172 osoby. Następnie ponownie obserwowano jej ubytek trwający przez wiele lat - 156 osób w 2006, 135 w 2009, 121 w 2013. W 2014 ponownie zaobserwowano niewielki wzrost, do 127 osób, jednak już rok później było ich 124.
Według danych z 1 stycznia 2016 Haldarsvík zamieszkują 124 osoby. Większość z nich to mężczyźni, których jest 67 przy 57 kobietach. Osoby w wieku poprodukcyjnym stanowią 25,8% populacji, a młodsze niż 18 lat jedynie 14,5%, co sprawia, że społeczeństwo można określić, jako starzejące się.
Według danych Urzędu Statystycznego (I 2016 r.) jest 50. co do wielkości miejscowością Wysp Owczych.

### Transport
W Haldarsvík nie ma przystanku autobusowego, mimo że przez miejscowość przebiega trasa autobusowa Strandfaraskip Landsins linii 202, łączącej Tjørnuvík z Oyrarbakki. Miejscowość przecina także droga łącząca Tjørnuvík z wjazdem na most Brúgvin um Streymin w Nesvík.

## Historia
Miejscowość po raz pierwszy wymieniona została w źródłach pisanych w 1584 roku. We wsi znajduje się kamienny kościół konsekrowany w pierwszą niedzielę adwentu 1856 roku przez Venceslausa Ulricusa Hammershaimba. Jest to jedyny na Wyspach Owczych kościół zbudowany na planie ośmiokąta. Dawniej budynek pokryty był trawiastym dachem, jednak podczas gruntownej renowacji w 1932 roku zastąpiono go papą. Oryginalny ołtarz Zwiastowanie namalowany został przez Nielsa Krusea w Eiði, jednak w 1996 roku zastąpiono go utworzonym przez Torbjørna Olsena ołtarzem przedstawiającym Ostatnią Wieczerzę. Interesującym jest fakt, że postaci przy stole otrzymały twarze znanych na Wyspach Owczych osób. Znajduje się tam także dzwon ze statku Shannon z 1814 roku.
W 1913 roku z gminy Norðstreymoyar Prestagjalds kommuna wydzielono gminę Haldórsvíkar og Saksunar sókna kommuna, która następnie w 1944 rozdzieliła się na Haldórsvíkar oraz Saksunar kommuna. Siedzibą pierwszej z nich była wieś Haldórsvík, a prócz niej w jej skład wchodziły także: Tjørnuvík oraz Langasandur. 1 stycznia 2005 roku tereny gminy włączone zostały w całości w skład Sunda kommuna.
W styczniu 2011 roku nazwę miejscowości zmieniono z Haldarsvík na Haldórsvík.